# Белорусский комитет (Белосток)
Белору́сский комите́т (бел. Беларускі камітэт) — белорусская коллаборационистская общественная организация, действовавшая в Белостоке во время Второй мировой войны.

Руководство Белорусского комитета в Белостоке. Стоят (слева направо): Иван Гелда, С. Петкевич, П. Барташевич, В. Маркевич, Эдвард Валанцей, Николай Чернецкий. Сидят слева направо: Фёдор Ильяшевич, В. Алексеюк, Николай Щорс, Валентина Миленушкина, Владимир Томашчик

## Создание
Комитет был создан в июле 1941 года в оккупированном Белостоке с разрешения немецких властей приказом Службы безопасности Германии.
Первоначально его возглавлял Чеслав Хонявка (доверенное лицо Николая Щорса), затем Владимир Томашчик (будущий архиепископ БАПЦ) и Фёдор Ильяшевич.
О наборе в комитет сообщалось в расклеенных по городу плакатах. При вступлении в его ряды нужно было заполнить анкету со своими биографическими данными, адресом и фотографией, а также указать двух поручителей с их адресами и платить ежемесячный взнос в размере 50 пфеннигов. Одним из главных преимуществ членства в организации были талоны на питание более высокой категории, новый вид кенкарт (удостоверений личности) и связанный с этим более высокий социальный статус в профессиональной иерархии.
Усадьба Белорусского комитета располагалась в Белостоке по адресу ул. Варшавская 6, позже ул. Слонимская 15, ул. Киевская 1 и ул. Вясковая 1.
Комитет сформировал свою структуру с секретариатом, бухгалтерией, местными отделениями и специализированными отделами: организационный, образовательный, пропагандистско-культурный и снабженческий. Были созданы региональные отделения в Беловеже, Бельск-Подляске, Большой Берестовице, Волковыске, Гродно, Пружанах, Свислочи, Скиделе, Новы-Двуре, Наровцах и Михалово.
Число участников организации в округе Белосток составляло 9-10 тысяч человек, из них около тысячи — в самом Белостоке.

## Цели и задачи
В задачи организации входили социальная помощь белорусскому населению, пробуждение белорусского национального самосознания, проведение образовательных и культурных мероприятий.
Политической целью комитета изначально было «объединить белорусский народ для борьбы за независимое белорусское государство под протекторатом Германии». Однако в конце июля Комитет в Белостоке и ему подобные комитеты в других городах Польши были расформированы приказом командующего тыловым райономи группы армий «Центр» генерала Максимилиана фон Шенкендорфа. После возобновления их работы в сентябре 1941 года роль комитетов ограничилась оказанием социальной помощи белорусскому населению и культурно-образовательной деятельностью. Немцы всё-таки рассчитывали завоевать благосклонность белорусского населения. Кроме этого, Служба безопасности Германии стремилась использовать белорусское национальное движение для ослабления позиций поляков, которые в первые годы оккупации занимали большую часть постов в гражданской администрации и вспомогательной полиции. Белорусские активисты также хотели остановить рост польского влияния. Для этого осенью 1941 года Белорусский комитет начал организацию курсов по подготовке белорусов к работе в администрации.

## Деятельность
Первые недели работы комитета, помимо решения типично организационных вопросов, сопровождались провокациями со стороны польских шовинистов. Они выдавали немцам советских активистов и национальных активистов, которым не удалось бежать на восток. Мотивом таких действий была, прежде всего, месть за урон, нанесённый Польше Советским Союзом. В июле, августе и сентябре 1941 года немцы провели серию казней указанных поляками людей. Одним из мест казни была деревня Новосёлки близ Хороща и Петраше. Активисты Белорусского комитета пытались повлиять на немцев, чтобы они прекратили расстрелы; кроме того, они составили списки погибших.
В 1942 году комитет начал выпускать газету на белорусском языке «Новая дарога». Газета выходила еженедельно до июня 1944 года. Вышло более 100 номеров. Главным редактором был Фёдор Ильяшевич, в числе журналистов, среди прочих, — Юрий Попко и Моисей Седнёв.
Белорусский комитет имел хор, балетную труппу и оркестр. В составе оркестра было около 12 человек. Хором дирижировал Константин Кислый, с марта 1943 года — Дмитрий Орлов. Солистами хора были, в частности, Леонид Богуш и Николай Чураба. Балетом руководила Анна Беккер.
В Белостокском районе была создана сеть белорусских начальных школ, инспектором которой назначен Алексей Грицук (будущий председатель Объединения белорусов Канады). На рубеже 1943—1944 годов доля белорусских школ в бывшем Белостокском воеводстве составляла около 70 %.
В середине 1943 года структуры Белорусского комитета были преобразованы в Белорусский национальный союз, который взял на себя политическое руководство организованной летом 1943 года Белорусской вспомогательной полицией (Шуцманшафт). Отрядом численностью около 120—150 человек руководил Иван Гелда. Он имел звание цугфюрера СС, то есть капитана. Солдаты Шуцманшафт носили форму СС, но с другими знаками отличия. Они также присягнули на верность Гитлеру.

## Ликвидация
Советские спецслужбы вели агентурную разведку против Белорусского комитета. Организация прекратила свою деятельность летом 1944 года, перед началом наступления Красной армии. Руководство организации бежало на Запад.